# Tentazione (film 1946)
Tentazione (Temptation) è un film del 1946, diretto da Irving Pichel.

## Trama
Il Cairo, ultimi anni del XIX secolo. Il capitano di polizia Ahmed Effendi si presenta a Villa Bella Donna, residenza dell'inglese Nigel Armine, famoso e facoltoso egittologo, e della sua novella sposa Ruby; egli vorrebbe convocare seduta stante la donna alla centrale di polizia, facendole sapere che si tratta del suo coinvolgimento nell'affare di un certo Mahoud Baroudi. Su preghiera di Ruby, Ahmed le concede di posticipare l'incontro al mezzodì dell'indomani. I coniugi Armine stanno infatti intrattenendo un vecchio e fedele amico di Nigel, il dottor Meyer Isaacson: Ruby spiega al capitano che è indispensabile per lei conferire con Isaacson quel giorno stesso, e Ahmed acconsente. Ed infatti, partito Ahmed, Ruby e il dottor Isaacson si appartano, mentre Nigel disbriga la sua corrispondenza, e la donna inizia a raccontare.
Ella innanzitutto rammenta di come non fosse corso buon sangue fra lei e il dottore fin dai tempi del loro primo incontro, in quanto Isaacson era a conoscenza dei comportamenti a dir poco sconvenienti che Ruby aveva avuto col suo primo marito, che avevano portato al divorzio, e la considerava una persona poco affidabile, se non peggio. In seguito Ruby aveva fatto la conoscenza di Nigel, e alla fine i due si erano sposati, ad Isaacson piacendo oppure no. Dalla parte della donna, solo il denaro aveva contato in quest'unione, come nella precedente, del resto.
Poi la coppia si era trasferita in Egitto, dove Nigel era impegnato in importanti scavi archeologici. Qui Ruby aveva tradito ripetutamente il marito con Mahoud Baroudi, un bellimbusto a corto di danaro. Il sentimento, in questo caso, per la prima volta, aveva avuto effetto su Ruby: infatti la donna aveva provveduto con ogni mezzo ad allontanare da Baroudi ogni altro flirt – l'ultimo dei quali con un'ereditiera americana - che l'uomo intrecciava sempre, come nel caso presente, alla ricerca di vantaggi economici.
A questo punto Baroudi convince la riluttante ed innamorata Ruby ad assassinare il marito somministrandogli giornalmente – con l'aiuto di un fedele servitore e di un medico incompetente, entrambi dipendenti dell'uomo -  piccole dosi di un veleno che egli aveva procurato, e che non avrebbe lasciato tracce nell'eventuale autopsia del cadavere. Ma Nigel fa chiamare da Londra il dottor Isaacson: convinto che l'imminente arrivo del dottore avrebbe mandato a monte il piano, Baroudi persuade la sempre più riluttante Ruby ad uccidere il marito immediatamente, tramite un'overdose. Quando Ruby, al capezzale di Nigel, apprende che quest'ultimo era stato perfettamente edotto da Isaacson circa il passato inglorioso della donna, e che tuttavia, per amore, aveva posto fiducia nel loro rapporto, Ruby cambia idea. Si reca da Baroudi, gli dice (mentendo) che Nigel e morto, e somministra a lui la dose letale di veleno. Intanto Isaacson è arrivato, Nigel si è ripreso. Qui termina il racconto di Ruby.
Nigel si avvicina a Ruby e Isaacson immersi nella loro conversazione, e propone, per festeggiare un suo recente successo archeologico, una gita notturna nella Valle dei Re. La mattina dopo, Isaacson riferisce al capitano Ahmed l'intera confessione di Ruby, ma soprattutto come, nel corso della gita, la donna abbia perso la vita rimanendo sepolta in una frana di detriti: incidente (o suicidio). Ahmed e Isaacson convengono nel non rivelare nulla a Nigel, beato nelle sue illusioni.  

## Differenti versioni
Dal romanzo e dal testo teatrale sono state girate alcuni adattamenti cinematografici fin dal 1915:
- Bella Donna, regia di Hugh Ford e Edwin S. Porter - con Pauline Frederick (1915)
- Bella Donna, regia di George Fitzmaurice - con Pola Negri (1923)
- Bella Donna, regia di Robert Milton (1934)
- Tentazione, regia di Irving Pichel - con Merle Oberon (1946)